# Grobelne Skały

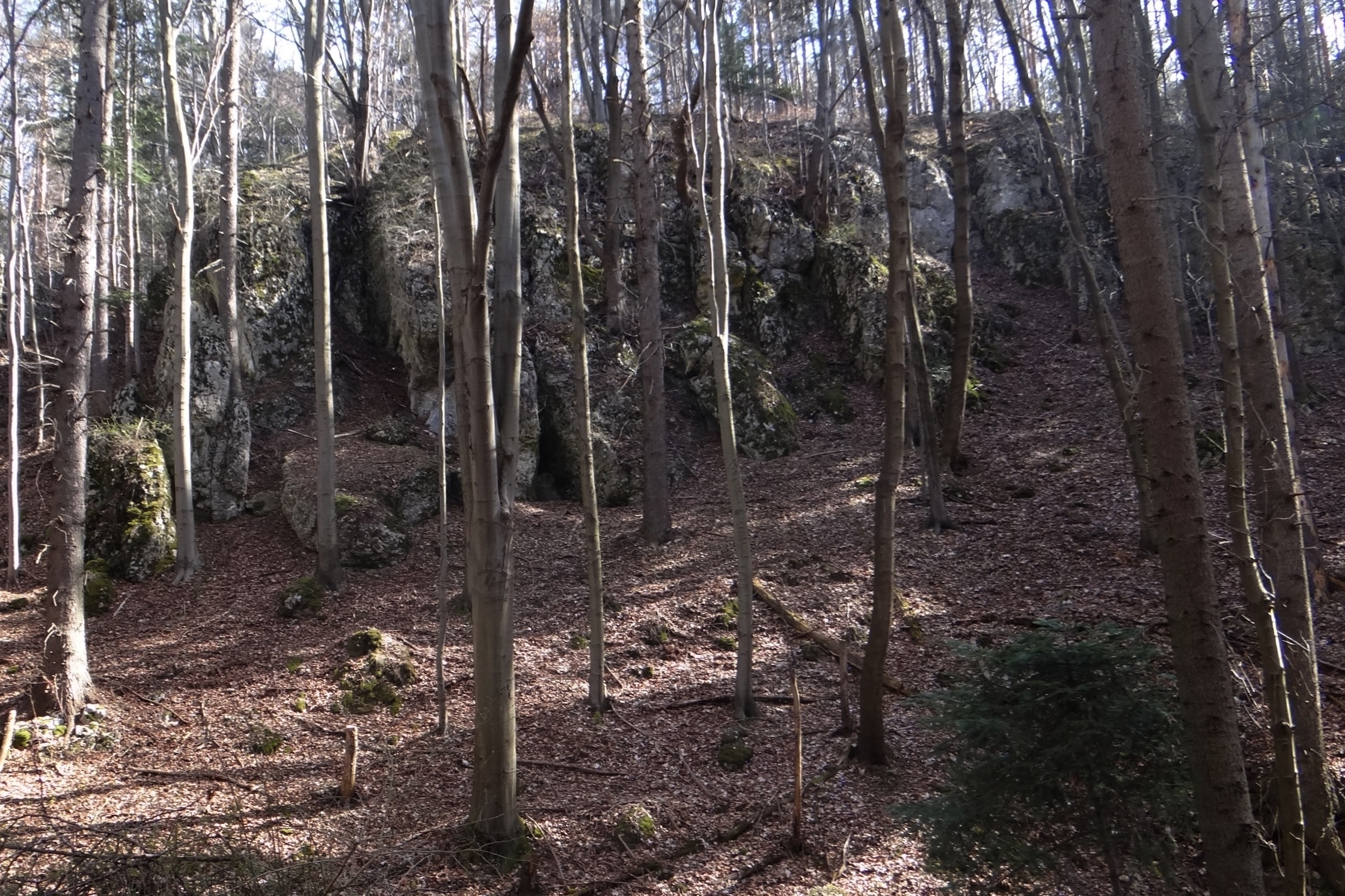

Grobelne Skały – grupa skał w orograficznie lewych zboczach wąwozu Słupianka w Ojcowskim Parku Narodowym (OPN). Znajdują się w lesie przy wylocie tego wąwozu do dna Doliny Sąspowskiej.
Skały zbudowane są z późnojurajskich wapienii. Z drogi są widoczne tylko w okresie zimowo-wiosennym. W okresie wegetacyjnym przesłaniają je liście drzew.